# ヨシャファト
ヨシャファト（新改訳聖書ではヨシャパテ、ヘブライ語：יְהוֹשָׁפָט, 英語：Joshaphat, 紀元前908年 - 紀元前848年）は、ユダ王国の第4代国王である。名前の意味は「主はさばきたもうた」である。
『マタイの福音書』の系図ではヨサパテとされている。

## 生涯
紀元前908年頃、アサを父、ヒルヒの娘アズバを母として生まれた。紀元前873年頃に35歳で即位し、25年間王として、父アサに従って主の目にかなう政治を行った。
治世の第3年（紀元前869年）に、つかさたちを遣わして主の律法を民に教えた。
ソロモンの死後対立していた北イスラエル王国と和解をはかり、アハブ王の娘アタルヤを自分の息子ヨラムの妻にすることで和解を成し遂げた。
紀元前853年頃、ヨシャファトがアハブを訪ねたとき、アラムの手からラモテ・ギルアデを奪還する戦いに参加するように説得された。アハブ王はその戦いで戦死し、ヨシャファトは敗走した。
預言者エフーは彼がアハブと手を組んだことを責めた。
もう一度宗教改革を行い、礼拝を促進して、エルサレムにレビ人と祭司からなる最高裁判所を置いた（第2歴代誌19章4節-11節）。
モアブ人とアモン人が合流して、死海の西のエン・ゲディを基地として、ユダ王国に侵入してきた。ヨシャファト王は神に救いを求めて、レビ人ハジルエルを通して勝利の約束を受けた。彼は、賛美の声をあげて軍隊を進めた。アモン人とモアブ人は同士討ちで壊滅した。
のち、エツヨン・ゲベルで船団をつくり、北イスラエルの王アハズヤと結んでタルシシュへ向かわせた。しかし、預言者エリエゼルはアハズヤとの同盟を責めた。
北イスラエル王国のヨラムはモアブから貢物をとろうとして、ヨシャファトに協力を求めた。彼はヨラムと同盟関係を結び、遠征はある程度成功した。
紀元前848年頃、60歳で死去して、ダビデの町に葬られた。